# Jan-Tobias Kitzel
Jan-Tobias Kitzel (* 23. Juni 1980 in Ahaus) ist ein deutscher Science-Fiction-Autor.
Jan Tobias Kitzel absolvierte eine Banklehre in Essen und studierte dann Wirtschaftsrecht an der Fachhochschule Gelsenkirchen. Seit 2006 arbeitet er bei einer großen Privat- und Geschäftsbank im Ruhrgebiet.
Er kam über das Pen-&-Paper-Rollenspiel zum Schreiben und verfasste diverse Beiträge zu LodlanD (für das er zeitweise als Chefredakteur fungierte) sowie mehrere Romane, darunter zwei Shadowrun-Romane. 2000 bis 2006 war er zudem Redakteur des Rollenspieler-Magazins Envoyer.

## Bücher (Auswahl)
- Flammenmeer. Ein Roman in der Welt von Shadowrun, Fantasy Productions, Erkrath 2007. ISBN 978-3-89064-497-4
- Shadowrun: Orks weinen nicht, Pegasus Spiele GmbH, 2018, ISBN 978-3-95789-178-5
- Froststurm, SF-Roman, Begedia-Verlag, Mülheim an der Ruhr 2013. ISBN 978-3-943795-27-1
- Frostzeit, Kurzgeschichten-Sammlung, Kindle Direct Publishing (E-Book) & Amazon Createspace (Print). ISBN 978-1-4912-7146-9
- Ceres One: Ein SciFi-Kurzroman, Kindle Direct Publishing (E-Book)